# Амидохлорид ртути
Амидохлори́д рту́ти(II) (Hydrargyrum amidatochloratum, Hydrargyri amidochloridum, Ртуть осадочная белая) Hg(NH2)Cl — неорганическое соединение ртути, неплавкое бесцветное вещество, плохо растворим в воде.
В медицине использовался под названиями Hydrargyrum praecipitatum album, Mercury cosmetic, (неплавкий) белый преципитат (в отличие от плавкого белого преципитата — хлорида диамминртути [Hg(NH3)2]Cl2).

## Физические и химические свойства
Белый аморфный порошок без запаха, темнеет на свету.
Практически нерастворим в воде и спирте.
Получение:
{\displaystyle {\mathsf {HgCl_{2}+2NH_{3}\rightarrow [HgNH_{2}]Cl+NH_{4}Cl}}}
Разложение:
{\displaystyle {\mathsf {6[HgNH_{2}]Cl\rightarrow 3Hg_{2}Cl_{2}+N_{2}+4NH_{3}}}}
При добавлении щелочи образуется [Hg2N]OH(H2O)x — основание Миллона.

## Применение
До XX века амидохлорид ртути, введённый в клиническую практику ещё Парацельсом в XVI веке, широко применялся как антисептик, компонент лекарственных средств и косметических препаратов. В настоящее время, в связи с высокой токсичностью соединений ртути, практически вышел из употребления за редкими исключениями.
Входит в состав т. н. «ртутных» мазей. Мазь ртутная белая применяется наружно, как антисептическое и противовоспалительное средство при заболеваниях кожи (пиодермия и др.).
В мазях концентрация амидохлорида ртути обычно составляет 5-10 %. Варианты белой ртутной мази, в сочетании с салициловой кислотой (1—3 %) и основным нитратом висмута (10 %) использовались для удаления веснушек.
В ветеринарии используется в качестве компонента средств против паразитарных заболеваний кожи.